# Cyclosa alayoni
Cyclosa alayoni är en spindelart som beskrevs av Levi 1999. Cyclosa alayoni ingår i släktet Cyclosa och familjen hjulspindlar.
Artens utbredningsområde är Kuba. Inga underarter finns listade i Catalogue of Life.